# Laura Miotti
Laura Lucía Miotti es una arqueóloga argentina, profesora e investigadora científica especialista en paisajes arqueológicos de cazadores-recolectores de la Patagonia. Desarrolla su carrera en el Museo de La Plata, que forma parte de la Universidad Nacional de La Plata, Buenos Aires, Argentina.

## Biografía
Laura Miotti estudió la carrera de Antropología en la Facultad de Ciencias Naturales de la Universidad Nacional de La Plata. Inició sus estudio en el año 1973, y obtuvo el título de Licenciada en Antropología en diciembre de 1982, a pesar de los problemas e interrupciones en el dictado de la carrera producto del gobierno militar que gobernó el país entre 1976 y 1983. Luego se especializó en arqueología patagónica, en la meseta y costa de Santa Cruz, Argentina. 
Se interesó por el estudio de la zooarqueología de las poblaciones cazadoras recolectoras de esa región, tema que abordó desde su Tesis de Doctorado en la Facultad de Ciencias Naturales y Museo (FCNyM), titulada "Zooarqueología de la meseta central y costa de la provincia de Santa Cruz: Un enfoque de las estrategias adaptativas aborígenes y los paleoambientes". Ese trabajo estuvo dirigido por el Ing. Augusto Cardich y el Dr. Eduardo P. Tonni. Esta tesis se basa en el análisis zooarqueológico de las colecciones de los sitios Los Toldos, El Ceibo y La María ubicados en la meseta central santacruceña, y otros tres o cuatro sitios de la costa de Santa Cruz, que habían sido analizados por María Estela Mansur.
Como investigadora científica logró categorizarse en el máximo escalafón de la carrera de investigación científica de Argentina, Investigadora Superior del Consejo Nacional de Investigaciones Científicas y Técnicas (CONICET). Como docente, alcanzó el cargo de Profesora Titular Ordinaria en la cátedra de Arqueología Americana I de la FCNyM, que representa la mayor jerarquía en docencia universitaria de Argentina. Al mismo tiempo, es Jefa de la División Arqueología del Museo de La Plata, institución donde desarrolla toda su trayectoria.
La Dra. Miotti estudió los vestigios de las primeras poblaciones humanas de América, y especialmente de la Patagonia, destacándose entre sus trabajos la excavación y el análisis del importante sitio arqueológico Piedra Museo, de 11 560 años de antigüedad.
Publicó artículos en revistas nacionales, internacionales, congresos y libros en coautoría con sus grupos de investigación, siempre en temáticas vinculadas a la arqueología patagónica. Desde fines de la década de los 2000, incorporó a sus investigaciones arqueológicas la meseta de Somuncurá (Río Negro).
En el mes de marzo de 2023 fue reconocida como “Mujer Destacada de la Ciudad”, distinción otorgada por la Municipalidad de La Plata en el marco del Día Internacional de la Mujer.